# Johanna Harkonmäki
Johanna Harkonmäki es una deportista finlandesa que compitió en vela en la clase Laser Radial. Ganó dos medallas en el Campeonato Europeo de Laser Radial, bronce en 1987 y oro en 1988.

## Palmarés internacional
| Campeonato Europeo | Campeonato Europeo      | Campeonato Europeo | Campeonato Europeo |
| Año                | Lugar                   | Medalla            | Clase              |
| ------------------ | ----------------------- | ------------------ | ------------------ |
| 1987               | Lido di Classe (Italia) | Medalla de bronce  | Laser Radial       |
| 1988               | Ostende (Bélgica)       | Medalla de oro     | Laser Radial       |